# Hermann Erpf
Hermann Erpf (Pforzheim, 23 de abril de 1891 - Stuttgart, 17 de octubre de 1969), fue un profesor de música, musicólogo y compositor alemán.
Estudió en Leipzig con Hugo Riemann, dedicándose después a la actividad didáctica. Fue profesor en Pforzheim, Friburgo, Munster y Essen, pasando más tarde a dirigir la Hochschule für Musik de Stuttgart de 1943 a 1945.
Es autor de numerosos ensayos sobre técnica compositiva, sobre las formas musicales y sobre la instrumentación.